# さんすう犬ワン
『さんすう犬ワン』（さんすうけんワン）は、NHK Eテレで2014年4月7日から2022年10月3日まで放送された小学校低学年（1 - 3年生）向けの算数番組である。字幕放送に対応している。

小学校低学年向けの算数番組としては、2007年度限りで終了した『かんじるさんすう 1、2、3!』以来6年ぶりの新番組である。2014年4月2日の9:20 - 9:30に第1回放送の「同じ大きさにわけるには？」の先行放送を行った。

なお、レギュラー放送開始前の2013年8月14日にパイロット版の放送を行っている。本項ではこれについても触れる。

## 概要
算数の得意な警察犬「さんすう犬」のワンが算数に関する町のトラブルを解決していくコメディドラマである。
2013年度に小学校高学年（4 - 6年生）向けとしてスタートした『さんすう刑事ゼロ』が取り入れたドラマ形式が子供たちや小学校の授業などで大きく受け入れられたこともあり、小学校低学年向けの算数番組にもドラマ形式を取り入れたのが本番組である。
本番組と『さんすう刑事ゼロ』はいずれも警察官が登場するテレビドラマという共通点があるが、『さんすう刑事ゼロ』が算数を使って事件を解決するミステリードラマであるのに対して、本番組は前述したように小学校低学年の子供たちでも親しみやすい警察犬が登場するコメディドラマという点で異なる。
2022年10月から新規の小学校低学年向け算数番組『さんすうレスキュー!』がスタートしたのに伴い放送終了となり、公式サイトも閉鎖された。

## 登場人物

### レギュラー
ワン
演 - りん（柴犬）
声 - 小林ゆう
算数がめちゃくちゃ得意な警察犬。じっくり考えたり、空想することが好き。粘り強くかぎ回り、手がかりを見つけ出す。腕がかなり器用で、たまに驚くような技を披露する。キュウベイからのヒントで、テンコに正解へのヒントになる道具を持ってきたり、技を披露することも。
キュウベイ
演 - スギちゃん
さんすう交番の巡査。男性。テンコの先輩であるが、算数力はイマイチ。推定年齢40歳。いばりんぼうだが、どこか憎めない性格である。ひょんなことからワンに事件解決のヒントを示すこともある。
てんこ
演 - 伊藤梨沙子
さんすう交番の新米巡査。女性。正義感と優しさにあふれていて、算数力を磨こうと張り切っている。ワンと心が通じ合う良き理解者である。ネクタイは定規になるらしい。
カズラー
声 - 千葉繁、操演 - 森大
算数を悪用してトラブルを起こす怪人。間違った算数の解き方を吹き込み（或いは道具を消したり、複雑にすることで混乱させる事がある）、人を困らせるのが大好き。しかし、負けそうになったり、困ると表情が変わってしまう。ちなみに口と目は数字になっている。

### ゲスト
- 福田七聖、前田一誠、小林凪、三澤和歩 - カステラを分けようとしていた4兄弟（第1話）
- ジジ・ぶぅ - ケーキ屋の店長（第2話）
- 春日御菓子 - ケーキ屋の店員（第2話）
- 黒木辰哉、夷正信 - 寿司屋の従業員（第3話）
- 田中護 - 靴屋の従業員（第4話）
- 市原清彦、保坂絵蓮 - 靴屋の客（第4話）
- 山崎満 - 牧場主（第5話）
- 島田太一 - ぺい太（牧場主の孫）（第5話）
- 佐藤誓 - 独楽職人（第6話）
- 根本樹、平澤柊、刀禰博文、吉澤海音 - 一年生を迎える会を計画した小学生達（第7話）
- NHK東京児童劇団 - 歓迎会に招待された一年生達（第7話）
- 前田一誠、君野蘭華、岡島遼太郎、香月美紅 - 教室の掃除をしていた小学生達（第8話）
- 平岡亜紀 - 花屋の店員（第9話）
- 安藤匡史 - 花屋に薔薇を買いに来た男性（第9話）
- 大佐藤崇 - 和菓子屋の店員（第10話）
- 辻川幸代 - 和菓子屋の客（第10話）
- 佐藤和太 - 三吉 （キュウベイにパズルの組み立て方を教えてもらっていた少年）（第11話）
- 高橋修 - くじ引き屋（第11話）
- 吉田ウーロン太 - パン屋（第12話）
- 大竹浩一 - 中華料理店の主人（第13話）
- 平田敦子 - 中華料理店の女将（第13話）
- 里久鳴祐果 - ジュース屋の店員（第14話）
- おぐちえりこ - ジュース屋の客（第14話）
- 大宮千莉 - ミミコ（父親にチョコレートを作っていた少女）（第15話）
- 渡辺杉枝 - ミミコの母（第15話）
- 平川和宏 - 惣菜屋の店主（第16話）
- 杉山玲子、橋本幸子、八木岱士 - 惣菜屋の客（第16話）
- 脇知弘 - 八百屋（第17話）
- 加藤諒、中尾優志、永田直也 - さんすうセンタイ計算ジャーの玩具を売る会社の社員（第18話）
- 長野克弘 - さんすうセンタイ計算ジャーの玩具を売る会社の部長（第18話）
- きったん - 玩具屋の店員（第20話）
- 本東地勝 - 玩具屋の客（第20話）

## 放送リスト
- 基本的に初回放送日の月曜日の朝が本放送であり、月曜日の昼と翌週月曜日（朝・昼ともに）は再放送となる。
- 当該週の放送日が祝日の場合、朝放送分は特別編成の関係から休止となるが、昼放送分は原則としてそのまま放送を行う。ただし、『第81回NHK全国学校音楽コンクール 全国コンクール 中学校の部』（2014年10月13日）が放送される場合は昼放送分も休止となる。
- 2014年10月6日の第11回「三角形ってどんな形? ～三角形と四角形～」は昼放送分が本放送となった。これは、同日に台風18号が首都圏へ上陸する可能性が高まったことから、NHK総合テレビで台風18号関連のニュースを優先することになったが、その際に本来ならNHK総合テレビで放送する予定だった国会中継（第187回国会 衆議院予算委員会 予算実施状況集中審議[6]）をNHK Eテレで代替放送したことに伴い、同日の朝放送分が休止になったことによるものである。なお、同日の朝放送分に関しては、10月9日の26:00 - 26:10（10月10日未明2:00 - 2:10）に延期された[7]。
- 2015年度以降の放送は2014年度放送分の再放送となっている。

| 回 | タイトル                                          | 対象                   | 初回放送日     |
| -- | ------------------------------------------------- | ---------------------- | -------------- |
| 1  | 同じ大きさにわけるには？〜分数〜                  | 2年 分数               | 2014年04月07日 |
| 2  | なんばんめ？〜順番〜                              | 1年 なんばんめ         | 2014年04月21日 |
| 3  | あとなんぷん？〜時こくと時間の計算〜              | 3年 時刻と時間         | 2014年05月12日 |
| 4  | ものさし つくれる？〜長さの単位〜                 | 2年 長さの単位         | 2014年05月26日 |
| 5  | かぞえられるかな？〜10より大きい数〜              | 1年 10より大きい数     | 2014年06月09日 |
| 6  | まるってなに？〜円〜                              | 3年 円と球             | 2014年06月23日 |
| 7  | あまりはどうする？〜わり算〜                      | 3年 あまりのある割り算 | 2014年07月07日 |
| 8  | どちらがながい？〜長さくらべ〜                    | 1年 どちらが長い       | 2014年08月18日 |
| 9  | ひけないときは？〜くり下がりのあるひき算（3桁）〜 | 2年 引き算の筆算       | 2014年09月08日 |
| 10 | 「〜より」おおい？〜図にあらわそう〜              | 1年 図にあらわそう     | 2014年09月22日 |
| 11 | 三角形ってどんな形？〜三角形と四角形〜            | 2年 三角形と四角形     | 2014年10月06日 |
| 12 | 小数ってなに？〜小数〜                            | 3年 小数               | 2014年10月20日 |
| 13 | かけ算 じょうずにつかえる？〜かけ算 九九〜        | 2年 かけざん           | 2014年11月10日 |
| 14 | 分数 たせる？〜分数のたし算〜                     | 3年 分数               | 2014年11月17日 |
| 15 | かたち つくれる？〜かたちづくり〜                 | 1年 かたちづくり       | 2014年12月01日 |
| 16 | はかりのめもりは何g？〜重さ〜                     | 3年 重さの単位         | 2015年01月05日 |
| 17 | 図であらわせる？〜たしざんとひきざん〜            | 2年 たしざんとひきざん | 2015年01月19日 |
| 18 | ぼうグラフ使える？〜ぼうグラフと表〜              | 3年 棒グラフと表       | 2015年02月02日 |
| 19 | なんじなんぷん？〜時こくのよみ方〜                | 1年 なんじなんぷん     | 2015年02月16日 |
| 20 | はこ つくれる？                                   | 2年 箱のかたち         | 2015年03月02日 |

## 放送時間
いずれも日本時間。
本放送
2014 - 2015年度：毎週月曜日 9:10 - 9:20
2016 - 2019年度：毎週月曜日 9:40 - 9:50
2020年度：毎週月曜日 9:45 - 9:55
2021年度：毎週月曜日 9:45 - 9:55 / 毎週火曜日 17:35 - 17:45（火曜夕方の再放送は2021年8月3日まで）
再放送
2014年度：毎週月曜日 15:30 - 15:40（その日の朝の放送分を再放送）
2022年度：毎週月曜日 09:35 - 09:45

### レギュラー枠以外での放送
- 2014年4月29日…9:40 - 9:50（第1回放送分の再放送）
- 2014年7月22日 - 7月25日…9:10 - 9:20（夏のテレビクラブ内で第1回 - 第4回放送分の再放送）
- 2014年7月28日 - 7月30日…9:55 - 10:05（夏のテレビクラブ内で第5回 - 第7回放送分の再放送）

### 英訳版
NHKでは、テレビ国際放送NHKワールドTVの週末の一部の時間帯で随時、学校教育番組を英訳した『Kids Edutainment』をコンプレックス形式で放送しているが、当作品の英訳版を「Lets Enjoy Math」と題して、2024年1月から放送されており、ケーブルテレビなど視聴できない世帯にも、オンデマンド配信を通して視聴できるようにしている。

## スタッフ
- 音楽 - 冬野ユミ
- タイトルCG - 木下洋子

## パイロット版
「かさをくらべよう」のサブタイトルで2013年8月14日の9:00 - 9:10に放送された。算数の課題を解き明かして事件を解決していくコメディドラマという基本的なコンセプトはレギュラー放送と同じだが、舞台設定や登場人物のキャスト・キャラ設定などで一部異なる部分がある。

### 主な相違点
- ワンを演じたのは、ジャック・ラッセル・テリアという中型犬（名前は不明）。また、ワンの声は矢島晶子が担当した。
- キュウベイ役は大地洋輔（ダイノジ）が担当。
- レギュラー放送のカズラーに相当する怪人としてサウザーが登場。サウザーの声は宇垣秀成が、操演は犬塚征男がそれぞれ担当した。
- レギュラー放送ではさんすう交番が舞台となっているが、パイロット版では警視庁さんすう課が舞台となっており、テンコとキュウベイはそこに所属する刑事という設定となっている。なお、『さんすう刑事ゼロ』でも警視庁さんすう課が舞台として登場するが、背景セットや小道具などで大きく異なっており、本番組のパイロット版と『さんすう刑事ゼロ』の間には直接関係はない。